# Genesys Wealth Advisers/Saison 2012
Dieser Artikel listet Erfolge und Fahrer des Radsportteams Genesys Wealth Advisers in der Saison 2012 auf.
Die UCI gab am 26. Januar 2012 bekannt, dass das Team als eines von drei ozeanischen Continental Teams aufgrund seiner Platzierung in einem fiktionalen Ranking zu Saisonbeginn Startrecht zu allen Rennen der ersten und zweiten UCI-Kategorie der UCI Oceania Tour 2012 hat.

## Erfolge in der UCI Asia Tour
Bei den Rennen der UCI Asia Tour im Jahr 2012 gelangen dem Team nachstehende Erfolge.
| Datum     | Rennen                      | Kat. | Fahrer           |
| --------- | --------------------------- | ---- | ---------------- |
| 10. März  | 1. Etappe Tour de Taiwan    | 2.1  | Anthony Giacoppo |
| 12. März  | 3. Etappe Tour de Taiwan    | 2.1  | Anthony Giacoppo |
| 28. April | 2. Etappe Tour of Borneo    | 2.2  | Nathan Earle     |
| 29. April | 3. Etappe Tour of Borneo    | 2.2  | Anthony Giacoppo |
| 30. April | 4. Etappe Tour of Borneo    | 2.2  | Nathan Earle     |
| 31. Mai   | Prolog Tour de Kumano (EZF) | 2.2  | Anthony Giacoppo |

## Erfolge in der UCI Oceania Tour
Bei den Rennen der UCI Oceania Tour im Jahr 2012 gelangen dem Team nachstehende Erfolge.
| Datum      | Rennen                                    | Kat. | Fahrer             |
| ---------- | ----------------------------------------- | ---- | ------------------ |
| 25. Januar | 1. Etappe New Zealand Cycle Classic (EZF) | 2.2  | Campbell Flakemore |

## Abgänge – Zugänge
| Zugänge                   | Team 2011                      | Abgänge                           | Team 2012                             |
| ------------------------- | ------------------------------ | --------------------------------- | ------------------------------------- |
| Alex Carver               | Team Jayco-AIS                 | Nathan Haas                       | Garmin-Sharp                          |
| Benjamin Dyball           | Team Jayco-AIS                 | Steele Von Hoff                   | Chipotle-First Solar Development Team |
| Joel Pearson              | Team U Nantes Atlantique       | Mat Marshall                      | Unbekannt                             |
| Thomas Robinson           | Genesys Wealth Advisers (2010) | Tim Walker                        | Unbekannt                             |
| Sam Davis                 | Neoprofi                       | Jason Rigg (bis 31. Juli)         | Unbekannt                             |
| Blake Hose                | Neoprofi                       | Nicholas Sanderson (bis 31. Juli) | Unbekannt                             |
| Jai Crawford (ab 1. Juni) | Giant Kenda Cycling Team       |                                   |                                       |

## Mannschaft
| Name               | Geburtstag        | Nationalität |
| ------------------ | ----------------- | ------------ |
| Alex Carver        | 25. November 1991 | Australien   |
| Jai Crawford       | 4. August 1983    | Australien   |
| Sam Davis          | 20. August 1991   | Australien   |
| Benjamin Dyball    | 20. April 1989    | Australien   |
| Nathan Earle       | 4. Juni 1988      | Australien   |
| Campbell Flakemore | 6. August 1992    | Australien   |
| Anthony Giacoppo   | 13. Mai 1986      | Australien   |
| Blake Hose         | 6. Juli 1992      | Australien   |
| Jonathan Lovelock  | 23. Oktober 1989  | Australien   |
| Kyle Marwood       | 23. Juni 1986     | Australien   |
| Joel Pearson       | 21. März 1983     | Australien   |
| Thomas Robinson    | 30. November 1989 | Australien   |
| Patrick Shaw       | 19. Februar 1986  | Australien   |
| Kane Walker        | 26. Dezember 1989 | Australien   |